# 1972年夏季奥林匹克运动会刚果共和国代表团
1972年夏季奥林匹克运动会刚果（布）代表团是刚果（布）派出的1972年夏季奥林匹克运动会代表团。